# Hrvoje Horvat (Handballspieler, 1977)
Hrvoje Horvat (* 16. Dezember 1977 in Bjelovar, Jugoslawien (heute Kroatien)) ist ein ehemaliger kroatischer Handball- sowie Beachhandballspieler und heutiger Handballtrainer. In seiner aktiven Karriere wurde er überwiegend auf der Position Rückraum links eingesetzt. Mit der kroatischen Beachhandball-Nationalmannschaft wurde er Welt- und Europameister.

## Spielerlaufbahn
Horvat begann das Handballspielen bei RK Partizan Bjelovar, bevor er zu RK Badel 1862 Zagreb wechselte, wo er zweimal kroatischer Meister wurde. Weitere Stationen waren zunächst RK Medveščak Zagreb, der belgische Verein Initia HC Hasselt, erneut RK Zagreb und der deutsche Regionalligist DHK Flensborg. Nachdem er in 13 Spielen 107 Tore erzielt hatte, wechselte er nach einem halben Jahr in die Bundesliga zur SG Kronau/Östringen. Nach Saisonende schloss er sich dem Schweizer Verein SG Stans-Zentralschweiz an und beendete seine Karriere in Kroatien bei RK Dubrava.
Als Aktiver bestritt Horvat 68 Länderspiele für die Junioren-Nationalmannschaft und mindestens 16 für die A-Nationalmannschaft Kroatiens. Er war auch Beachhandball-Nationalspieler und wurde 2008 Weltmeister in Cádiz,  2009 Europameister in Larvik und Bronze bei den World Games 2009.

## Trainerlaufbahn
In Dubrava startete Horvat 2008 seine Trainer-Laufbahn. Über acht Jahre blieb er Coach des Vereins und wurde 2012 zudem Nationaltrainer der kroatischen Junioren-Nationalmannschaft. Im November 2016 wechselte er zu RK NEXE Našice, die er bis heute trainiert. Von April 2017 bis März 2018 war er Co-Trainer der A-Nationalmannschaft unter Lino Červar und nahm mit ihr an der Europameisterschaft 2018 im eigenen Land teil. Nach der Weltmeisterschaft 2021 übernahm er das Traineramt der kroatischen Auswahl. Ab Dezember 2022 trainierte er zusätzlich den deutschen Bundesligisten HSG Wetzlar. Nach dem 9. Platz bei der Weltmeisterschaft 2023 wurde er als Nationaltrainer entlassen. Anfang April 2023 wurde er als Trainer in Wetzlar entlassen.
Zur Saison 2023/24 übernahm er den Schweizer Verein Kadetten Schaffhausen. Mit den Kadetten gewann er 2023 den Schweizer Supercup.

## Persönliches
Horvat ist verheiratet und hat eine Tochter und einen Sohn. Sein Vater, der ebenfalls Hrvoje heißt, wurde 1972 Olympiasieger mit Jugoslawien.

## Erfolge
als Spieler:
- 2× Kroatischer Meister
- 1× Beachhandball-Weltmeister
- 1× Beachhandball-Europameister
- 1× Beachhandball-Bronzemedaille bei den World Games

als Trainer:
- 1× Schweizer Supercup 2023/24